# Бейер, Кароль
Кароль Бейер (пол. Karol Adolf Beyer род. 10 февраля 1818 в Варшаве — ум. 8 ноября 1877 там же) — «отец польской фотографии», дагеротипист, фотограф, нумизмат, археолог.

## Биография
Сын польской художницы немецкого происхождения Хенрики Бейер. После окончания Варшавского лицея, некоторое время работал в литейной мастерской по выпуску галантерейных изделий у своего дяди, после чего в 1844 г. поехал учиться в Париж, где освоил технологию дагерротипии.
Вернувшись в Варшаву, он в том же году открыл первое ателье дагеротипов, которое позднее превратилось в фотоателье, работавшее беспрерывно до 1872.
В середине XIX века, К.Бейером была сделана серия фотоснимков польских городов, которые в настоящее время представляют собой бесценные, а порой единственные дошедшие до наших дней виды Варшавы, Кракове, Ченстоховы, Гданьска, Лодзи и Мальборка. Кроме того, Бейер продолжал делать, в основном, фотопортреты, что, учитывая отсутствие конкуренции, вскоре принесло ему значительные доходы.
На пике своей карьеры Бейер нанимал до 30 фотографов. Работы ателье получили признание за художественность и были награждены на многочисленных международных выставках. Им было обучено большое количество талантливых фотографов.
Одним из партнёров Бейера были сделаны трагические снимки во время польских волнений 1861 года и Польского восстания в январе 1863. За патриотические настроения Бейер был сослан царскими властями на два года в удалённый район Российской империи (1862—1865).
В 1870 Кароль Бейер организовал первое в Варшаве издательство фототипии.
Он также известен изданием «Иллюстрированного еженедельника», своим вкладом в развитие полиграфии и интересами в нумизматике и археологии.
Являлся обладателем нумизматического собрания, насчитывающего 9000 объектов. По инициативе Кароля Бейера в его квартире начали систематически собираться варшавские нумизматы. Это положило начало варшавскому нумизматическому движению. На квартире у Бейера на «нумизматических четвергах» происходил обмен как научной информацией, так и коллекционным материалом. На них встречались нумизматы не только из Варшавы, но и всего Королевства Польского, а также заграничные гости.
С 1869 он был постоянным автором статей в «Ежегоднике для польских археологов, нумизматов и библиографов».